# Cesare Confalonieri
Cesare Confalonieri (fl. XIX secolo) è stato un generale italiano.

## Biografia
Cesare Confalonieri, 1º Comandante Generale del Corpo, frequentò l'Accademia militare di Modena dall'aprile del 1862 all'ottobre 1863, conseguendovi il grado di Sottotenente nell'Arma di fanteria.
Sua prima occupazione fu nel 1º Reggimento granatieri nella 7ª Brigata di fanteria fino alla promozione al grado di Maggiore conseguita dopo aver frequentato la Scuola di Guerra. Addetto a diverse cariche, lasciò il 1º Reggimento da Colonnello per assumere il comando del 59º Reggimento fanteria e poi quello del 2º Reggimento granatieri. In seguito alla promozione a Generale, comandò la Brigata Cuneo fino al 5 agosto 1906.
Lasciò il comando della brigata quando assunse quello di 1º Comandante Generale del Corpo della Regia Guardia di Finanza che tenne fino al 26 giugno 1907. Partecipò alla Terza guerra d'indipendenza.